# استطلاعات الرأي حول نظريات مؤامرة 11 سبتمبر
منذ هجمات 11 سبتمبر، أثيرت الشكوك حول الرواية السائدة للأحداث. نشأت مجموعة من نظريات المؤامرة في 11 سبتمبر، إذ اقترح البعض أن إسرائيل متورطة في الهجمات وأن أعضاء الحكومة الأمريكية ربما تعمدوا التستر على الأحداث وتزييفها، بهدف إخفاء إهمالهم أو تواطئهم، أو حتى حقيقة أنهم مرتكبوا الهجمات.
أُجريت عدة استطلاعات رأي في 11 سبتمبر لتقييم انتشار الآراء ووجهات النظر المختلفة حول الأسئلة المتعلقة بالهجمات، في كل من الولايات المتحدة ودول أخرى.
من الطبيعي أن يختلف حجم وشكل ونوعية الاستطلاعات بشكل كبير، كما هو الحال مع نطاق وخصوصية الأسئلة المطروحة. تتراوح من استطلاعات الرأي الرسمية الكبيرة مثل التي أجرتها مؤسسة زغبي العالمية، إلى استطلاعات أصغر غير رسمية ذات نطاق محدود، واستطلاعات غير علمية على الإنترنت. تتعلق الأسئلة هنا بشكل خاص بالشكوك حول القضية السائدة، وكانت جزءًا من مجموعة أسئلة تتناول قضايا أوسع، وعادةً ما تكون ذات طبيعة سياسية.

## استطلاعات الرأي العالمية
أجري استطلاع للرأي بواسطة موقع WorldPublicOpinion.org الإلكتروني، وهو مشروع تعاوني لمراكز البحث في مختلف البلدان بقيادة برنامج المواقف السياسية الدولية في جامعة ميريلاند (كوليج بارك)، وأخذ آراء 16,063 شخصًا في 17 دولة خارج الولايات المتحدة خلال صيف عام 2008. ووجدوا أن الأغلبية في 9 دول فقط من أصل 17 دولة اعتقدوا أن تنظيم القاعدة هو من نفذ الهجمات.
قال 45% ممن شملهم الاستطلاع إن تنظيم القاعدة مسؤول، بينما اتهم 15% الحكومة الأمريكية، واتهم 7% إسرائيل، و7% اتهموا غير هؤلاء. قال واحد من كل أربعة أشخاص إنهم لا يعرفون من يقف وراء الهجمات.
أشار ملخص الاستطلاع إلى أنه «رغم كون الأشخاص المتعلمين متابعين للأخبار بشكل أكبر، كانو أكثر ميلًا بشكل طفيف لعزو أحداث 11 سبتمبر إلى تنظيم القاعدة». علق مدير موقع WorldPublicOpinion.org، ستيفن كول: «لا يبدو أن هذه المعتقدات يمكن أن تُعزى ببساطة إلى عدم متابعة الأخبار». قال كول إنه من بين الذين اتهموا الولايات المتحدة بالهجمات، اعتقد معظمهم أنها كانت محاولة لتبرير غزو أمريكي وشيك للعراق.

## استطلاعات الرأي الوطنية

### الولايات المتحدة

#### مؤسسة زغبي العالمية
حظيت استطلاعات الرأي التي أجرتها مؤسسة زغبي العالمية بأكبر قدر من الاهتمام الإعلامي. أُجريت استطلاعات زغبي برعاية منظمات داخل حركة الحقيقة لهجمات 9/11 بما في ذلك موقع 911truth.org. 
أُجري أول استطلاع في أواخر أغسطس عام 2004 على 808 من سكان ولاية نيويورك الذين اختيروا عشوائيًا. وجدت النتائج أن 49% من سكان مدينة نيويورك و41% من مواطني ولاية نيويورك يعتقدون أن الموظفين داخل حكومة الولايات المتحدة «عرفوا مسبقًا أن الهجمات كانت مخططة في 11 سبتمبر عام 2001 أو قرابة ذلك التاريخ، وأنهم تقصدوا عدم التصدي لها». بلغ هامش الخطأ في هذا الاستطلاع 3.5%.

أُجري استطلاع زغبي الرئيسي الثاني حول أحداث 11 سبتمبر في مايو عام 2006. وكان عبارة عن مقابلة هاتفية مع 1200 بالغ اختيروا عشوائيًا من جميع أنحاء الولايات المتحدة، وتتألف من 81 سؤالًا، مع هامش خطأ بنسبة 2.9%. تضمنت بعض الأسئلة المطروحة ما يلي:
«يعتقد البعض أن حكومة الولايات المتحدة ولجنة 11 سبتمبر التابعة لها أخفت أو رفضت التحقيق في أدلة حاسمة تتعارض مع تفسيرهم الرسمي لهجمات 11 سبتمبر، قائلين إنه كان هناك تستر. ويقول آخرون إن لجنة 11 سبتمبر هي مجموعة ثنائية الحزب يشكلها أشخاص صادقون ومحترمون وأنه لا يوجد سبب لرغبتهم في التستر على أي شيء. مع من تتفق أكثر؟«
الإجابات: 48% لم يحدث تستر / 42% حدث تستر / 10% غير متأكد
»مبنى مركز التجارة العالمي 7 هو ناطحة سحاب مكونة من 47 طابق لم تصبه أي طائرات خلال هجمات 11 سبتمبر، لكنه انهار تمامًا في وقت لاحق من نفس اليوم. لم يجر تحقيق في هذا الانهيار من قبل لجنة 11 سبتمبر. هل أنت على علم بانهيار ناطحة السحاب هذه، وإذا كان الأمر كذلك، فهل تعتقد أنه كان يجب أن تحقق اللجنة في الأمر أيضًا؟ أم تعتقد أن اللجنة كانت محقة في التحقيق فقط في انهيار المباني التي أصابتها الطائرات مباشرة؟«
الإجابات: 43% لست على علم / 38% على علم - كان يجب على اللجنة أن تحقق فيه / 14% على علم – كانت اللجنة محقة في عدم التحقيق فيه / 5% غير متأكد
«يقول بعض الناس إنه ما يزال هناك الكثير من الأسئلة التي لم تتم الإجابة عليها بشأن أحداث 11 سبتمبر، وأنه يتعين على الكونغرس أو المحكمة الدولية إعادة التحقيق في الهجمات وفيما إذا كان أي مسؤول حكومي أمريكي قد سمح أو ساعد في تنفيذها. يقول أشخاص آخرون إنه تم التحقيق في هجمات 11 سبتمبر بشكل شامل وأن أي تكهنات حول تورط الحكومة الأمريكية هو محض هراء. مع من تتفق أكثر؟»
الإجابات: 47% تم التحقيق بدقة في الهجمات / 45% يجب إعادة التحقيق في الهجمات / 8% غير متأكد
أُجري استطلاع رئيسي ثالث بواسطة زغبي، بشأن أحداث 11 سبتمبر في أغسطس عام 2007. وكان عبارة عن مقابلة هاتفية مع 1000 بالغ اختيروا عشوائيًا من جميع أنحاء الولايات المتحدة، وتألف من 71 سؤالًا، مع هامش خطأ بنسبة 3.1%.
تشير نتائج استطلاع أغسطس عام 2007 إلى أن 52% من الأمريكيين يريدون من الكونغرس الأمريكي أن يحقق مع الرئيس جورج دبليو. بوش ونائب الرئيس ديك تشيني فيما يتعلق بهجمات 11 سبتمبر وأن أكثر من 30% ممن شملهم الاستطلاع يسعون إلى المعاقبة الفورية. رغم أن 32% يسعون إلى معاقبة بوش و/أو تشيني على الفور بناءً على معرفتهم الشخصية، يبدو أن العديد من المواطنين يتوقون إلى الكشف الواضح عن الحقائق.
بالإضافة إلى ذلك، وجد الاستطلاع أن ثلثي الأمريكيين (67%) يقولون إنه وجب على لجنة 11 سبتمبر التحقيق في انهيار مبنى مركز التجارة العالمي 7. اتفقت نسبة 4.8% فقط من المستجيبين على أن أعضاء الحكومة الأمريكية «خططوا للهجوم بشكل مباشر أو ساعدوا في تنفيذه».

### استطلاعات رأي مجلة نيوزويك
يسأل استطلاع مجلة نيوزويك «ما تعرفه أمريكا» الذي أجرته رابطة أبحاث المسح الدولية في برينستون، المواطنين الأمريكيين مجموعة واسعة من الأسئلة المتعلقة بالأحداث العالمية في الماضي والحاضر، وعددًا من الأسئلة البسيطة المتعلقة بالثقافة العامة. طُرح السؤال التالي في خمس مناسبات:
«هل تعتقد أن نظام صدام حسين في العراق مرتبط بشكل مباشر في التخطيط والتمويل أو تنفيذ الهجمات الإرهابية في 11 سبتمبر عام 2001؟»
- إجابات سبتمبر 2003: 47% نعم، 37% لا، 16% غير متأكد.
- إجابات يناير 2004: 49% نعم، 39% لا، 12% غير متأكد.
- إجابات سبتمبر 2004: 42% نعم، 44% لا، 14% غير متأكد.
- إجابات أكتوبر 2004: 36% نعم، 51% لا، 13% غير متأكد.
- إجابات يونيو 2007: 41% نعم، 50% لا، 9% غير متأكد.